# Puebla del Príncipe
Puebla del Príncipe es un municipio y localidad española de la provincia de Ciudad Real, en la comunidad autónoma de Castilla-La Mancha.  

## Historia
Durante gran parte de su historia ha sido un pueblo muy pasajero, una encrucijada de caminos para sus diversos pobladores y paso obligado para los invasores que querían atravesar la península ibérica. 
Son muchos los vestigios de antiguas civilizaciones que han pasado por Puebla del Príncipe, pero con la romanización es cuando empieza a tener un origen conocido. Aunque hemos de tener en cuenta que a la hora de reconstruir la historia, se han encontrado, sobre todo al este del pueblo, restos de edificaciones, basas de columnas, hórreos y sepulcros cavados en la roca cuyas momias estaban puestas de lado y con el rostro vuelto hacia oriente.
El Imperio romano también tuvo en estas tierras enclaves geográficos y defensivos muy importantes: Los Escipiones trajeron a estos lugares el ejército para desalojar a los cartagineses hacia los años 193 y 192 antes de Cristo. Cayo Mario, en el año 100 a. C. funda Mariana, mansión militar que servía de llave de los Montes Marianos a Sierra Morena en el camino de Cádiz a Roma (también llamada Vía Augusta o Carretera de Hércules, según la leyenda la había construido el héroe para enlazar las colonias fenicias, griegas y cartaginesas). En este mismo lugar, hoy en día se encuentra la ermita de Nuestra Señora de Mairena, patrona del pueblo. Otra importante vía de comunicación que tuvo su origen en aquellos tiempos es el considerado después como Camino Real de Granada a Cuenca.
También se sabe que en esta época, la Carretera de Hércules estaba protegida por 34 torreones colocados al lado del camino romano para refugio de caminantes, caravanas y mercancías transportadas. Hoy en día todavía se conserva en este pueblo tal torreón.
En el siglo V y procedentes de la Galia llegaron los visigodos, que conquistaron la región. De ellos entre otras cosas se sabe que dedicaron al culto cristiano durante sus últimos años de dominio a la ermita.
En el S. VIII todo el territorio pasó a formar parte de Al-Ándalus, tomando como primera medida construir una torre fortaleza como parte del sistema defensivo andalusí. De esta influencia histórica muchos pueblos del entorno aún conservan nombres de origen árabe: Alhambra, Albaladejo, Alcubillas, Almedina, Eznavejor (Torre de Juan Abad), Montiel, etc.
Pero la presencia e influencia más fuerte y que ha perdurado hasta el día de hoy ha sido la Orden de Santiago, la cual contribuyó al desarrollo de pueblos y aldeas, creó vías de comunicación, etc. A esta zona (el Campo de Montiel) la Orden llegó en 1186, iniciando un proceso repoblador y de reconquista, que a partir de 1212 convierte a este territorio en un importante centro de operaciones bélicas contra los territorios musulmanes al sur de sierra Morena. En 1243 la Orden de Santiago ya posee todo el campo de Montiel y establece castillos y poblamientos con sus parroquias. La Puebla de Montiel, nombre por el que se conocía a este pueblo, ya que en el momento era dependiente de Montiel, adquirió la orden de Santiago en 1243, por donación hecha a Pelayo Pérez Correa, maestre de la orden.
Alrededor del siglo XV se construye la Iglesia Parroquial, de estilo gótico y torre almenada. Es al entorno de la iglesia y de la torre fortaleza que se consolidó el núcleo primitivo y la población de Puebla del Príncipe, al igual que ocurrió en Terrinches y Albaladejo.
Se llamó Puebla de Montiel hasta el 23 de mayo de 1553, año en que Felipe II la separó de Montiel, de cuya villa era aldea, debido a su crecimiento que le hizo merecedora de ser villa. Felipe II lanza una serie de cuestiones al alcalde de la época, y este da las siguientes respuestas: 
“Es villa desde el 23 de mayo de 1553 como privilegio de Felipe II, situada en el reino de Toledo, en el Campo de Montiel entre la Mancha y Sierra de Segura casi en las faldas de Sierra Morena, pertenece a la Orden de Santiago y al distrito de Granada (que se encuentra a 30 leguas) en cuanto a pleitos se refiere, gobernación de Campo de Montiel, arzobispado de Toledo (a 30 leguas). Hacia donde sale el sol y a una legua está Terrinches, a la parte de poniente Villamanrique, a la parte del norte por cierzo Almedina. La villa tiene tierra fría, alta, de monte, quebrada y rasa. Abundante en leña (encina, romero, jara y roble) y es tierra de perdices y conejos. A dos leguas de Sierra Morena, dos leguas del río de Guadalmena. Hay una fuente de la que corre muy poca agua pero maravillosa y suficiente para la población. Tierra de labranza: trigo, cebada, centeno y no hay ganados porque aunque la tierra es buena, los vecinos son muy pobres. Las casas son ruines de piedra y tierra, cubiertas de teja y retamal. Cuenta con ochenta casas pobladas de vecinos. Labradores. Se trata de una villa pasajera que está en el Camino Real que va de Valencia a Sevilla y de la Mancha a Granada”.
Por gratitud y para perpetuar la memoria por recobrar su independencia, varió el patronímico de Montiel por el de Príncipe. Por este tiempo el pueblo tenía 80 habitantes, aunque esta cifra disminuyó después por ir buena parte de ellos a poblar las Alpujarras, de donde habían sido expulsados los moriscos, para internarlos en Castilla y Extremadura.
Puebla del Príncipe es un municipio español situado en el sureste de la provincia de Ciudad Real, en la comarca del Campo de Montiel, comunidad autónoma de Castilla-La Mancha.

## Contexto geográfico
El término municipal tiene 33,97 km², se encuentra a 109 km de Ciudad Real y limita con las poblaciones de Terrinches, Almedina y Villamanrique. El municipio tiene una población de 671 habitantes (INE 2022) y su gentilicio es poblatos.

## Demografía
Puebla del Príncipe cuenta con una población de 647 habitantes (INE 2024).
| Gráfica de evolución demográfica de Puebla del Príncipe entre 1842 y 2021                                           |
| |
| Población de derecho según los censos de población del INE Población de hecho según los censos de población del INE |

## Administración y política

### Listado de alcaldes desde 1979
| Nombre                         | Lista     | Fecha de posesión   | Fecha de baja       |
| ------------------------------ | --------- | ------------------- | ------------------- |
| Antonio Quijano Rubio          | UCD       | 19 de abril de 1979 | 23 de mayo de 1983  |
| Antonio Quijano Rubio          | AP/PDP/UL | 23 de mayo de 1983  | 30 de junio de 1987 |
| Juan Félix Atiénzar Armero     | PSCM-PSOE | 30 de junio de 1987 | 15 de junio de 1991 |
| Juan Félix Atiénzar Armero     | PSCM-PSOE | 15 de junio de 1991 | 17 de junio de 1995 |
| Juan Félix Atiénzar Armero     | PSCM-PSOE | 17 de junio de 1995 | 3 de julio de 1999  |
| Juan Félix Atiénzar Armero     | PSCM-PSOE | 3 de julio de 1999  | 14 de junio de 2003 |
| Ramón González Segundo         | PSCM-PSOE | 14 de junio de 2003 | 16 de junio de 2007 |
| Ramón González Segundo         | PSCM-PSOE | 16 de junio de 2007 | 11 de junio de 2011 |
| Antonio Medina Medina          | PP-CLM    | 11 de junio de 2011 | 13 de junio de 2015 |
| Manuel Ruiz González           | PSCM-PSOE | 13 de junio de 2015 | 15 de junio de 2019 |
| Miguel Damián Ballesteros Ruiz | PSCM-PSOE | 15 de junio de 2019 | 17 de junio de 2023 |
| Miguel Damián Ballesteros Ruiz | PSCM-PSOE | 17 de junio de 2023 | –                   |

### Composición del ayuntamiento por legislatura
1979-1983
| Lista     | N.⁰ de concejales |
| --------- | ----------------- |
| UCD       | 5                 |
| PSCM-PSOE | 4                 |
| Total     | 9                 |

1983-1987
| Lista     | N.⁰ de concejales |
| --------- | ----------------- |
| AP-PDP-UL | 5                 |
| PSCM-PSOE | 4                 |
| Total     | 9                 |

1987-1991
| Lista     | N.⁰ de concejales |
| --------- | ----------------- |
| PSCM-PSOE | 5                 |
| AP        | 4                 |
| Total     | 9                 |

1991-1995
| Lista     | N.⁰ de concejales |
| --------- | ----------------- |
| PSCM-PSOE | 7                 |
| PP-CLM    | 2                 |
| Total     | 9                 |

1995-1999
| Lista     | N.⁰ de concejales |
| --------- | ----------------- |
| PSCM-PSOE | 6                 |
| PP-CLM    | 3                 |
| Total     | 9                 |

1999-2003
| Lista     | N.⁰ de concejales |
| --------- | ----------------- |
| PSCM-PSOE | 7                 |
| PP-CLM    | 2                 |
| Total     | 9                 |

2003-2007
| Lista     | N.⁰ de concejales |
| --------- | ----------------- |
| PSCM-PSOE | 6                 |
| PP-CLM    | 3                 |
| Total     | 9                 |

2007-2011
| Lista     | N.⁰ de concejales |
| --------- | ----------------- |
| PSCM-PSOE | 4                 |
| PP-CLM    | 3                 |
| Total     | 7                 |

2011-2015
| Lista     | N.⁰ de concejales |
| --------- | ----------------- |
| PP-CLM    | 4                 |
| PSCM-PSOE | 3                 |
| Total     | 7                 |

2015-2019
| Lista     | N.⁰ de concejales |
| --------- | ----------------- |
| PSCM-PSOE | 3                 |
| UCIN      | 3                 |
| PP-CLM    | 1                 |
| Total     | 7                 |

2019-2023
| Lista     | N.⁰ de concejales |
| --------- | ----------------- |
| PSCM-PSOE | 4                 |
| PP-CLM    | 3                 |
| Total     | 7                 |

2023-2027
| Lista     | N.⁰ de concejales |
| --------- | ----------------- |
| PSCM-PSOE | 5                 |
| PP-CLM    | 2                 |
| Total     | 7                 |

## Lugares de interés
Sus atractivos son:
- Torre fortaleza, Torreón o Castillo: hoy en día visitable al público.
- Iglesia Parroquial
- Ermita de Nuestra Señora de Mairena: a 2,5 km del pueblo. Estaba en ruinas hasta que en 1971 se comenzó su reconstrucción. Se trata de un paraje fértil con un manantial, rodeado de vegetación y huertos y usado como lugar de recreo por los habitantes del pueblo.

## Equipamientos sociales
Consta de piscina, plaza de toros, campo de fútbol, pistas de baloncesto, tenis y frontón, pabellón deportivo cubierto, gimnasio, auditorio y teatro, centro de día y hogar del anciano, y casa rural municipal.

## Festividades
En la localidad se celebra San Isidro Labrador, el 15 de mayo, con romerías a las afueras de la ciudad. En los alrededores de su ermita se celebran juegos, actividades deportivas, actos religiosos y todo tipo de celebraciones relacionadas con el patrón de las labores del campo.
El primer domingo de junio ocurre la Romería Nuestra Señora de la Virgen de Mairena, patrona de Puebla del Príncipe. La imagen de la Virgen es portada en andas por los devotos desde su iglesia hasta el límite del término municipal con Villamanrique en el lugar conocido como las Quebradas. Es de las escasas advocaciones compartidas entre dos pueblos.
Finalmente, las fiestas patronales se celebran el 8 de septiembre.